# Románia a 2017. évi téli universiadén
Románia a kazahsztáni Almatiban megrendezett 2017. évi téli universiade egyik részt vevő nemzete volt.
Az egyetemi és főiskolai sportolók világméretű seregszemléjén Románia egy sportágban 3 sportolóval (Raluca Ștef, Bianca Stănică és Mihaela Hogaș) képviseltette magát.

## Gyorskorcsolya
Női
| Versenyző      | Versenyszám | 1. futam | 1. futam | 2. futam | 2. futam | Eredmény | Helyezés |
| Versenyző      | Versenyszám | Idő      | Hely.    | Idő      | Hely.    | Eredmény | Helyezés |
| -------------- | ----------- | -------- | -------- | -------- | -------- | -------- | -------- |
| Mihaela Hogaș  | 500 m       | 42,10    | 27.      | 42,03    | 23.      | 84,13    | 21.      |
| Bianca Stănică | 500 m       | 42,37    | 28.      | 42,23    | 25.      | 84,61    | 25.      |
| Bianca Stănică | 1500 m      |          |          |          |          | 2:16,55  | 29.      |
| Bianca Stănică | 3000 m      |          |          |          |          | 4:52,28  | 26.      |
| Raluca Ștef    | 3000 m      |          |          |          |          | 4:51,60  | 24.      |
| Raluca Ștef    | 1500 m      |          |          |          |          | 2:16,75  | 30.      |

Versenyzők adatai:
| Név            | Születési idő        | Születési hely | Egyesület                         | Felsőoktatási tanintézet     |
| Mihaela Hogaș  | 1998. szeptember 15. | Brassó         | ASC Corona Brașov                 | Transilvánia Egyetem         |
| Bianca Stănică | 1997. augusztus 27.  | Brassó         | CSM Brașov                        | Transilvánia Egyetem         |
| Raluca Ștef    | 1993. június 25.     |                | Clubul Sportiv Universitatea Cluj | Babeș–Bolyai Tudományegyetem |